# Канал Везель — Даттельн
Кана́л Ве́зель — Да́ттельн (нем. Wesel-Datteln-Kanal (WDK)) — канал в Германии, в федеральной земле Северный Рейн-Вестфалия.
Соединяет реку Рейн у города Везель и Канал Дортмунд — Эмс, возле города Даттельн.
Строительство канала было начато в 1915 году. Однако строительство затянулось и канал был открыт только в 1930 году. Водный путь был прорыт параллельно руслу реки Липпе.
Длина канала составляет 60 километров. Канал имеет перепад высот между входом и устьем около 41 метра. Канал обслуживается шестью шлюзами у населённых пунктов:
- Фёрде
- Хюнксе
- Дорстен
- Хальтерн-ам-Зее
- Азен
- Даттельн

Первоначально каждый шлюз имел камеру размерами 225 на 12 метров. К 1953 году пропускная способность шлюзов канала была полностью выбрана. В 1970 году на канале была введена вторая очередь шлюзов, камеры которых имели размеры 110 на 12 метров.
На канале располагаются несколько важных портов, сосредоточенных в городе Марль.